# Sriharikota
Sriharikota (en télougou : శ్రీహరికోట) est une île barrière située sur la côte orientale de l'Inde dans l’État de l'Andhra Pradesh, à 80 km au nord de la ville de Chennai. Elle sépare le lac Pulicat du golfe du Bengale.
Elle abrite le centre spatial de Satish-Dhawan.

## Source de la traduction
- (en) Cet article est partiellement ou en totalité issu de l’article de Wikipédia en anglais intitulé « Sriharikota » (voir la liste des auteurs).